# Супрасль (гмина)
Су́прасль (пол. Supraśl) — городско-сельская гмина (волость) в Польше, входит как административная единица в Белостокский повет Подляского воеводства. Население — 13 923 человек (на 2011 год).

## Демография
Данные по переписи 2011 года:
| Перепись            | Всего | Мужчины | Женщины |
| ------------------- | ----- | ------- | ------- |
| Всего               | 13923 | 6763    | 7160    |
| Городское население | 4693  | 2230    | 2463    |
| Сельское население  | 9230  | 4533    | 4697    |

## Поселения
1. Цегельня
2. Часне
3. Целичанка
4. Чолново
5. Дембовник
6. Друковщызна
7. Грабувка
8. Грабувка-Колёня
9. Хенрыково
10. Изобы
11. Ялувка
12. Каракуле
13. Комоса
14. Конне
15. Копна-Гура
16. Козлы
17. Красне
18. Красны-Ляс
19. Кшеменне
20. Лазне
21. Маювка
22. Мендзыжече
23. Огроднички
24. Печонка
25. Подьялувка
26. Подлазне
27. Подсоколда
28. Подсупрасль
29. Пулько
30. Пстронговня
31. Садовы-Сток
32. Соболево
33. Соболево-Колёня
34. Соколда
35. Совляны
36. Стары-Майдан
37. Супрасль
38. Суражково
39. Туро
40. Ворониче
41. Зацише
42. Засьцянки
43. Здрое
44. Зелёна

## Соседние гмины
1. Белосток
2. Гмина Чарна-Белостоцка
3. Гмина Грудек
4. Гмина Сокулка
5. Гмина Шудзялово
6. Гмина Василькув
7. Гмина Заблудув